# Codex Fejérváry-Mayer

La première page du Codex Fejérváry-Mayer représente, au centre, Xiuhtecuhtli, le dieu du feu à la peau rouge, d´où jaillissent quatre jets de sang ou de lave. Les couleurs indiquent les quatre points cardinaux, le jaune représentant le nord. Chaque quartier est composé d´un arbre, un oiseau et deux divinités.

Le Codex Fejérváry-Mayer est un codex mésoaméricain préhispanique du groupe Borgia, également couramment appelé sous le nom de Tonalamatl des pochtecas (c'est-à-dire « livre calendaire divinatoire des marchands »).

## Caractéristiques physiques
La facture du codex est typiquement indigène : il a été réalisé sur une peau animale d'une longueur de 3,85 m qui a été pliée en accordéon, en 22 feuillets peints recto-verso d'un format rectangulaire de 16,2 cm sur 17,2 cm.

## Nom
Lorsque le duc de Loubat fit éditer un facsimilé de ce codex en 1901, le codex fut désigné sous le nom de codex Fejérváry-Mayer, du nom des deux derniers collectionneurs l'ayant conservé.
Le célèbre épigraphiste Miguel León-Portilla lui a ensuite attribué en 1985 le nom de Tonalamatl des pochtecas, en accord avec l'interprétation de son contenu.

## Histoire
La réalisation du codex Fejérváry-Mayer serait antérieure à 1521.
Son histoire est inconnue jusqu'en 1829, lorsque Gabriel Fejérváry fit réaliser une copie de ce codex pour le livre Antiquities of Mexico d'Edward King, vicomte de Kingsborough (plus connu sous le nom de Lord Kingsborough).
Franz Pulszky, neveu de Gabriel Fejérváry, hérita en 1851 du codex avec le reste de la collection d'antiquités de son oncle. En difficulté économique, il vendit le codex au collectionneur Joseph Mayer. Ce dernier fit en 1867 donation de sa collection au Liverpool Free Public Museum, où il est toujours conservé depuis.
Un facsimilé du codex fut réalisé à la demande du duc de Loubat en 1901.

## Élaboration
Ce codex préhispanique a été classifié dans le groupe Borgia par Eduard Seler pour ses similitudes de style pictural avec les autres codex du groupe. Alfonso Caso a ensuite déduit de la ressemblance du style des peintures de Tizatlán, dans l'État de Tlaxcala, avec celui du codex Borgia, que tous les codex du groupe provenaient d'une région située entre Puebla et Tlaxcala. En 1961, Karl Nowotny (en), sans nier l'hypothèse d'Alfonso Caso, remarqua une influence mixtèque dans le style du codex Fejérváry-Mayer. Le mayaniste J. Eric S. Thompson, sur la base de ressemblances avec le codex de Madrid, estima qu'on décelait également une influence maya. Miguel León-Portilla en conclut qu'il est vraisemblable que ce codex est une expression du métissage culturel induit par les contacts commerciaux entre les pochtecas de Tlatelolco ou Tenochtitlan avec les cultures dont l'influence transparaît dans le codex ; il en conclut que le lieu exact de réalisation du codex peut être n'importe lequel des plus importants sites de production de codex se situant sur la route des pochtecas, hormis Tenochtitlan, car le style des codex dont l'origine a pu être attribuée à la capitale mexica ne correspond pas à celui de ce manuscrit.

## Contenu
Les spécialistes considèrent que ce codex présente, par rapport aux autres codex du groupe Borgia, de plus nombreux points communs avec le Codex Laud.
Comme tous les codex précoloniaux, il se lit de droite à gauche.
Il s’agit d’un tonalamatl, un calendrier de prédictions et de cérémonies consacrées à certaines divinités protectrices comme Yacatecuhtli, dieu des marchands et des commerçants. Ceux-ci utilisaient probablement ce calendrier pour déterminer les dates favorables pour mener leurs expéditions.